# Наролген (Улытауская область)
Наролген (каз. Нарөлген) — село в Улытауском районе Улытауской области Казахстана. Входит в состав Коскольского сельского округа. Код КАТО — 356055500.

## Население
В 1999 году население села составляло 100 человек (55 мужчин и 45 женщин). По данным переписи 2009 года, в селе проживало 88 человек (51 мужчина и 37 женщин).